# Улица Архитектора Леонидова
У́лица Архите́ктора Леони́дова — улица Москвы в Даниловском районе Южного административного округа. Проходит от проспекта Лихачёва до улицы Лисицкого.

## Название
Проектируемый проезд № 7019 получил название в марте 2016 года в честь советского архитектора, работавшего в стиле русского авангарда и конструктивизма, Ивана Леонидова (1902—1959). Несколько улиц в районе бывшей промышленной зоны завода имени Лихачева (ЗИЛ) названы именами известных художников и архитекторов XX века.

## Описание
Улица начинается от проспекта Лихачёва и проходит на юг параллельно бульвару Братьев Весниных. Справа к ней примыкают улицы Родченко и Варвары Степановой. Улица заканчивается на пересечении с улицей Лисицкого.

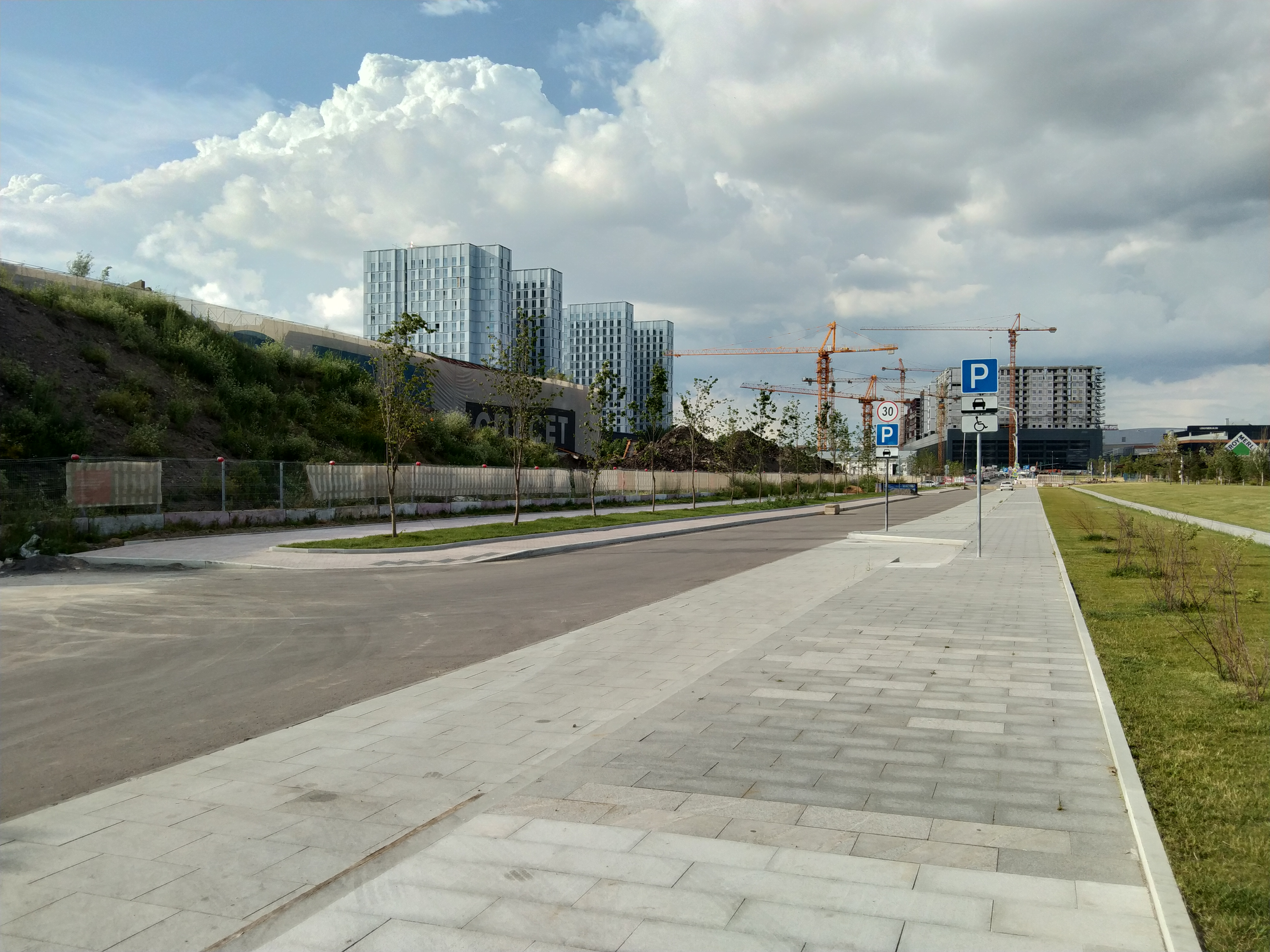
Вид на север
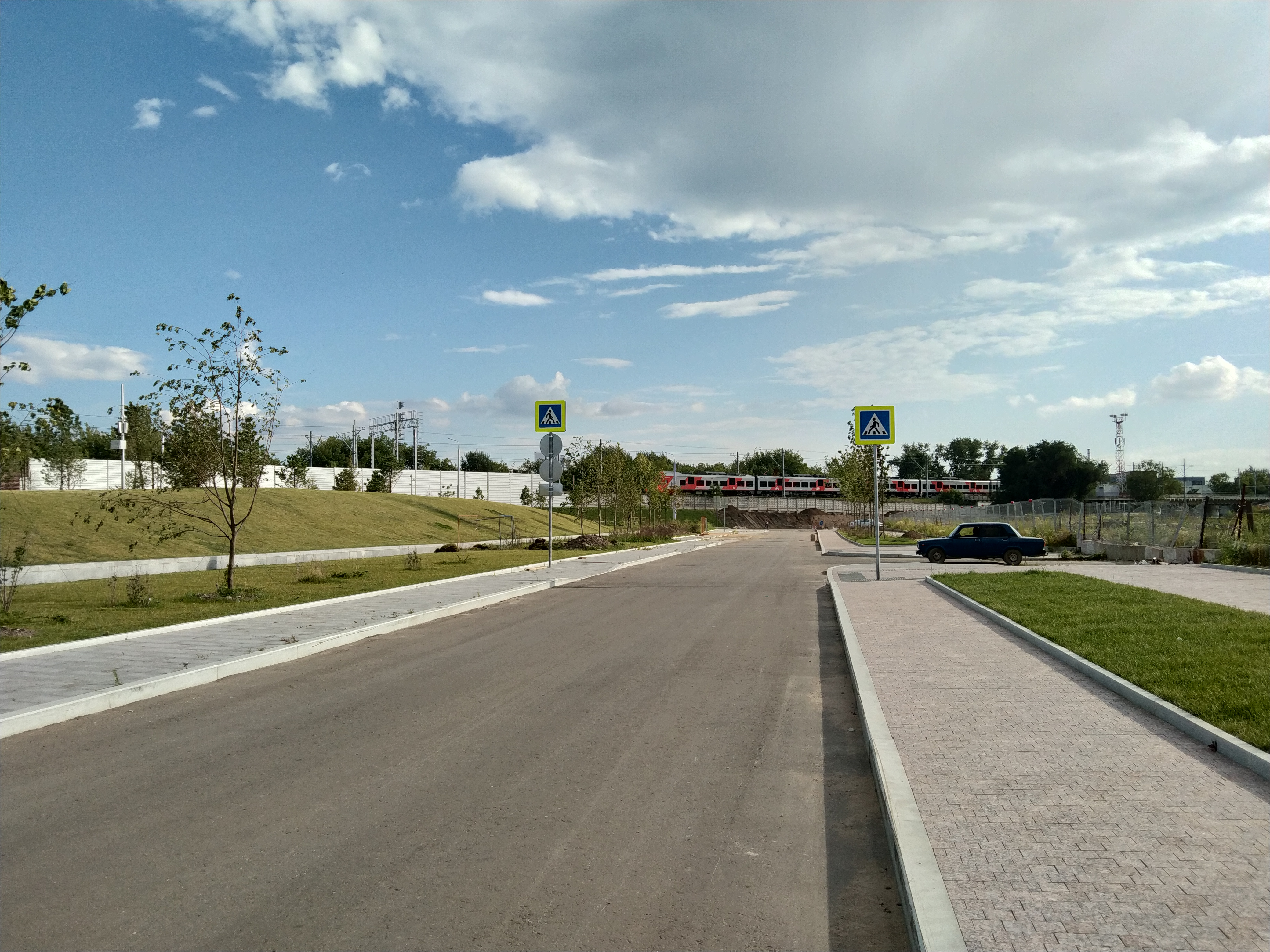
Вид на юг